# Hierarchická databáze
Hierarchická databáze (také hierarchická nebo stromová datová struktura) je datový model, ve kterém jsou data uspořádána ve stromové struktuře. Je to první z datových modelů, který byl v minulosti hojně využíván v praxi. Její vznik se datuje do 60. let minulého století a nejznámějším hierarchickým systémem řízení báze dat byl IMS od společnosti IBM. Hierarchická koncepce ovšem vykazuje jisté nedostatky při modelování reality, a proto bylo od jejího používání upuštěno, kdy byla prvně překonána koncepcí síťovou a v roce 1970 koncepcí relační.

## Základní konstruktory
1. Věta – obdoba relace v relačním datovém modelu. Každá věta je definována svými atributy. Oproti relačnímu modelu neexistuje omezení při tvorbě atributu – atributy nemusí být atomické (není zde zaveden pojem normalizace datové základny), atributy mohou být i vícerozměrnými strukturami jako jsou například pole apod.
2. Vlastnicko-členský vztah (také vztah rodič–dítě) – vztah kardinality 1 : N mezi dvěma větami; věta na straně jedna se nazývá vlastník, věta na straně N se nazývá člen.

## Vlastnosti
- hierarchické schéma má jeden kořen, který není člen v žádném vztahu
- každá věta, kromě kořene, je členem právě v jednom vztahu
- každá věta může být vlastníkem 1 až n počtu vět
- věta, která není vlastníkem v žádném vztahu, se nazývá list

Z výše uvedených vlastností vyplývá, že hierarchický model je schopen bezproblémově modelovat pouze vztahy kardinality 1 : N. Vztahy kardinality M : N je možné modelovat za využití dvou vztahů 1 : N za pomocí tzv. směrníkových vět, jedná se o speciální případ „virtuální věty“, která obsahuje klíče z obou vztahů 1 : N a binární ukazatele na umístění vztahů v hierarchickém schématu.